# Пахаев, Василий Макарович
Василий Макарович Пахаев (1927 — 2005) — советский деятель правоохранительных органов, генерал-майор милиции (1969), кандидат юридических наук (1982). Начальник УВД Томской области (1966—1975). Начальник Омской высшей школы МВД СССР (1975—1981).

## Биография
Родился 1 января 1927 года в посёлке Роменск,  Костанайской области Казахской ССР в крестьянской семье.
В 1942 году в период Великой Отечественной войны работал начальником пожарно-сторожевой вооружённой охраны Магнайского пункта «Заготзерно» Кустанайская области Казахской ССР.
С 1945 года — сотрудник отделения милиции станции Троицк. С 1947 года после окончания Горьковской школы МВД СССР работал следователем и старшим следователем дорожного отдела милиции Южно-Уральской железной дороги.
С 1952 по 1959 годы — начальник отделения следственной части и начальник отделения милиции станции города Магнитогорск. В 1947 году заочно окончил Московский государственный педагогический институт им. В. И. Ленина.
С 1959 по 1961 годы — начальник линейного отдела станции города Карталы. С 1961 года — заместитель начальника, и с 1963 по 1966 годы — начальник УВД Магнитогорска и одновременно с 1964 по 1966 годы — депутат Магнитогорского городского Совета депутатов трудящихся. С 1966 по 1975 годы — начальник УМВД СССР по Томской области.
С 1975 по 1981 годы — начальник Омской высшей школы МВД СССР.
С 1981 по 1990 годы — начальник факультета по подготовке руководящих органов внутренних дел СССР и зарубежных стран, с 1990 года — доцент кафедры теории и социологии управления органами внутренних дел Академии МВД СССР.

## Награды
- Два Ордена Знак Почёта (1965, 1971)
- Медаль ордена «За заслуги перед Отечеством» II степени (1999)
- Медаль «За отличную службу по охране общественного порядка» (1962)

### Звания
- Заслуженный работник МВД